# Aspberget Nygårdssätern
Aspberget Nygårdssätern este o arie protejată (arie specială de conservare — SAC, sit de importanță comunitară — SCI) din Suedia întinsă pe o suprafață de 13,5 ha, integral pe uscat.

## Localizare
Centrul sitului Aspberget Nygårdssätern este situat la coordonatele 61°02′11″N 12°24′36″E / 61.0363°N 12.4099°E.

## Înființare
Situl Aspberget Nygårdssätern a fost declarat sit de importanță comunitară în ianuarie 2002 pentru a proteja un număr necunoscut de specii din flora spontană și fauna sălbatică aflate în arealul zonei. Situl a fost protejat și ca arie specială de conservare în martie 2011.

## Biodiversitate
Situată în ecoregiunea boreală, aria protejată conține 1 habitat natural: Păduri fino-scandinave bogate în ierburi cu Picea abies.
La baza desemnării sitului se află un număr nedeclarat de specii protejate.